# Air Namibia
Air Namibia fue la aerolínea nacional de Namibia, con base en Windhoek. Efectuaba vuelos de cabotaje, regionales e internacionales regulares tanto de pasajeros como de carga. Su base de operaciones internacional era el Aeropuerto Internacional de Windhoek Hosea Kutako con una base de operaciones domésticas en el pequeño Aeropuerto de Windhoek Eros.

## Historia
La aerolínea fue fundada en 1946 como South West Air Transport y comenzó a operar en 1948. Fue en 1959 renombrada como South West Airways. South West se fusionó con Namib Air en 1978, reteniendo el nombre de Namib Air. El gobierno de Namibia adquirió la mayoría de las acciones en 1982 convirtiéndose en la aerolínea de bandera en 1987.  Se le cambió el nombre por el actual de Air Namibia en octubre de 1991 tras la independencia del país. En los 90 un Boeing 747 fue utilizado para volar a Europa. Desde 2004 un McDonnell Douglas MD-11 fue utilizado para estos vuelos, así como un recién adquirido Airbus A340-300, que entró en servicio a finales de 2005. A comienzos de septiembre de 2006, Air Namibia obtuvo un segundo A340-300, como plan de recorte de costes y eficiencia de vuelos de largo radio. Air Namibia ha mostrado interés en adquirir aviones Airbus A319/A320 para reemplazar a sus antiguos Boeing 737-500 que efectúan actualmente vuelos de cabotaje y regionales.

## Destinos
En noviembre de 2011, la red de rutas era de 15 destinos y 16 aeropuertos en siete países diferentes de África y Europa; siete de estos destinos eran domésticos.

## Flota Histórica
La aerolínea durante su existencia operó las siguientes aeronaves: